# Ляпино (Волгоградская область)
Ля́пино, также Ляпин или Ля́пинский, а в немецких источниках также — Фриденфельд (нем. Friedenfeld) — исчезнувший населённый пункт на территории Фроловского района Волгоградской области.

## География
Хутор располагался в 34 километрах к северо-востоку от районного центра Фролово и в 4 километрах от центра сельсовета хутора Вешенского, у балки Гнездище, которая ведёт к реке Арчеде.

## История
До 1917 года хутор входил в Арчедино-Чернушенскую волость Усть-Медведицкого округа Области Войска Донского.
Постановлением ВЦИК и СНК РСФСР от 21 мая и от 11 июня 1928 года был образован Фроловский район в составе Сталинградского округа Нижневолжского края. Хутор Ляпинский вошёл в состав района. При этом в одних документах указано, что ранее хутор находился в составе Кременской волости, а в других — в составе Арчадино-Чернушенской волости Усть-Медведицкого округа.
По состоянию на 1928 год в хуторе располагалась школа. В 1929 году был колхоз имени Розы Люксембург.
30 июля 1930 Сталинградский округ, как и большинство остальных округов СССР, был упразднён. Его районы отошли в прямое подчинение Нижне-Волжского края.
10 января 1934 года Нижне-Волжский край был разделён на Саратовский и Сталинградский края.
Входил в состав Вешенского сельсовета Фроловского района Сталинградского края.
5 декабря 1936 года Сталинградский край был преобразован в Сталинградскую область, в состав которой вошёл и Фроловский район.
24 июня 1954 года Рубёженский и Вешенский сельские Советы были объединены в один Арчединский сельсовет, куда вошёл и хутор Ляпино.
6 августа 1968 года хутор Ляпин был исключён из учётных данных как фактически не существующий, поскольку жители переселились в посёлок Образцы Арчединского сельского совета.

## Население
По переписи 1873 года в посёлке было 5 дворов, в которых проживало 39 человек (18 мужчин и 21 женщина).
В 1915 году в хуторе проживало 74 жителя. По переписи 1926 года — 239. В 1930 году — 130 человек, все были немцами.
На 1 января 1936 года в хуторе имелось 52 хозяйства, проживало 228 человек, преобладающая национальность — немцы.